# Chengdu Airlines
Chengdu Airlines (кит. 成都航空) — китайская авиакомпания со штаб-квартирой в городе Чэнду (провинция Сычуань, КНР), работающая в сфере регулярных пассажирских перевозок внутри страны. Дочернее предприятие магистральной авиакомпании Китая Sichuan Airlines.
Портом приписки перевозчика и его главным транзитным узлом (хабом) является международный аэропорт Чэнду Шуанлю.

## История
Авиакомпания United Eagle Airlines Co. Ltd. (кит. 联鹰航空公司, также известная, как UEAir) была образована в 2004 году бывшим руководителем крупного китайского авиаперевозчика China Northwest Airlines. Первый самолёт Airbus A320 компания получила 8 июля 2005 года из Air Jamaica и начала операционную деятельность 27 июля того же года. Следующий лайнер Airbus A319 перевозчик получил 2 декабря 2005 года.
В марте 2009 года Sichuan Airlines выкупила UEAir за 200 миллионов юаней, а в конце того же года реализовала 24 % собственности финансовому холдингу «Chengdu Communications Investment Group» и авиастроительной корпорации Comac. Вслед за этим перевозчик заключил контракт о покупке 30 самолётов Comac C909 с началом поставок в конце 2010 года.
23 января 2010 года авиакомпания сменила официальное название на современное Chengdu Airlines.

## Маршрутная сеть

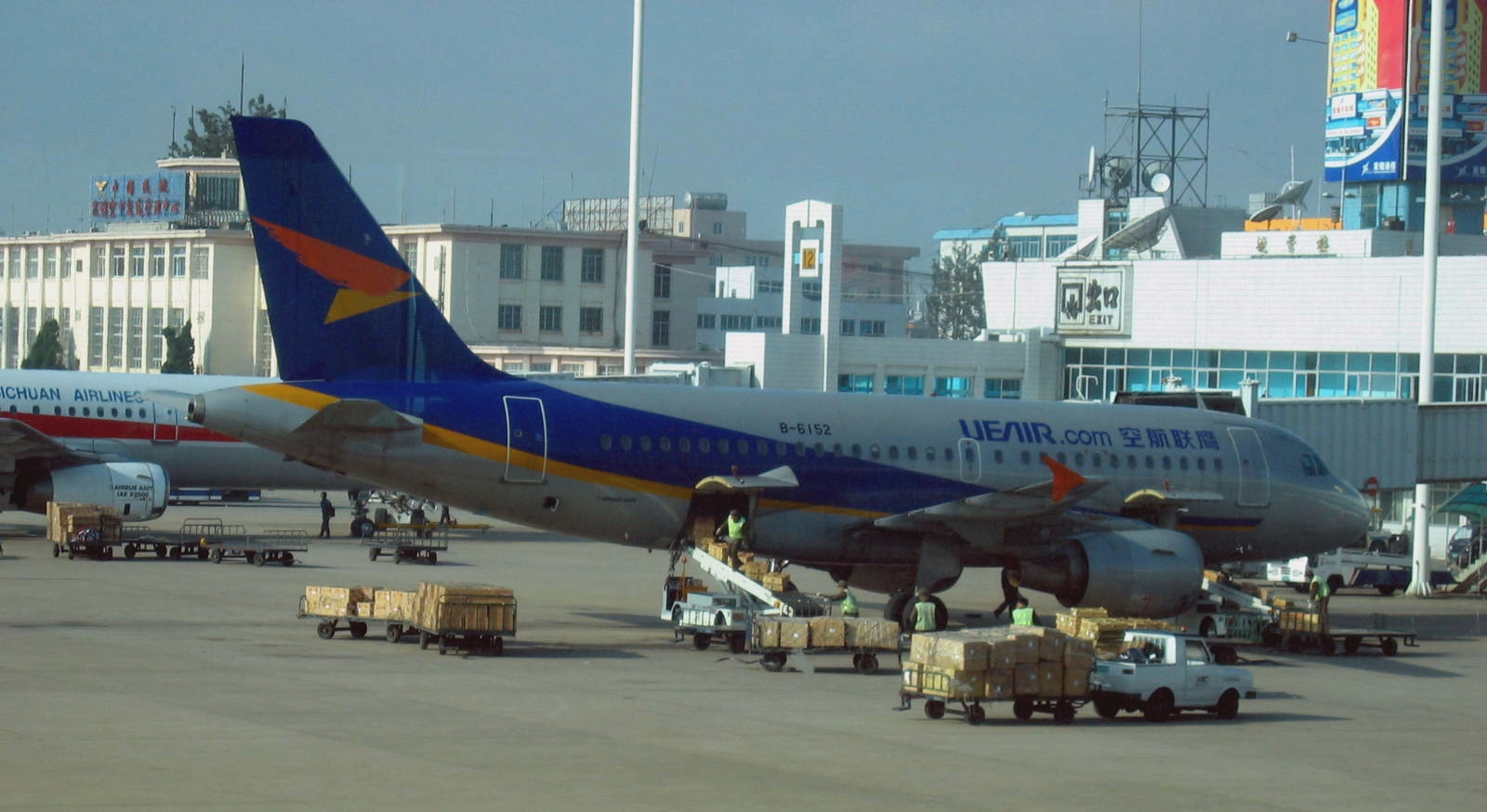
Airbus A319 авиакомпании United Eagle Airlines в международном аэропорту Куньмин Уцзяба, 2006 год

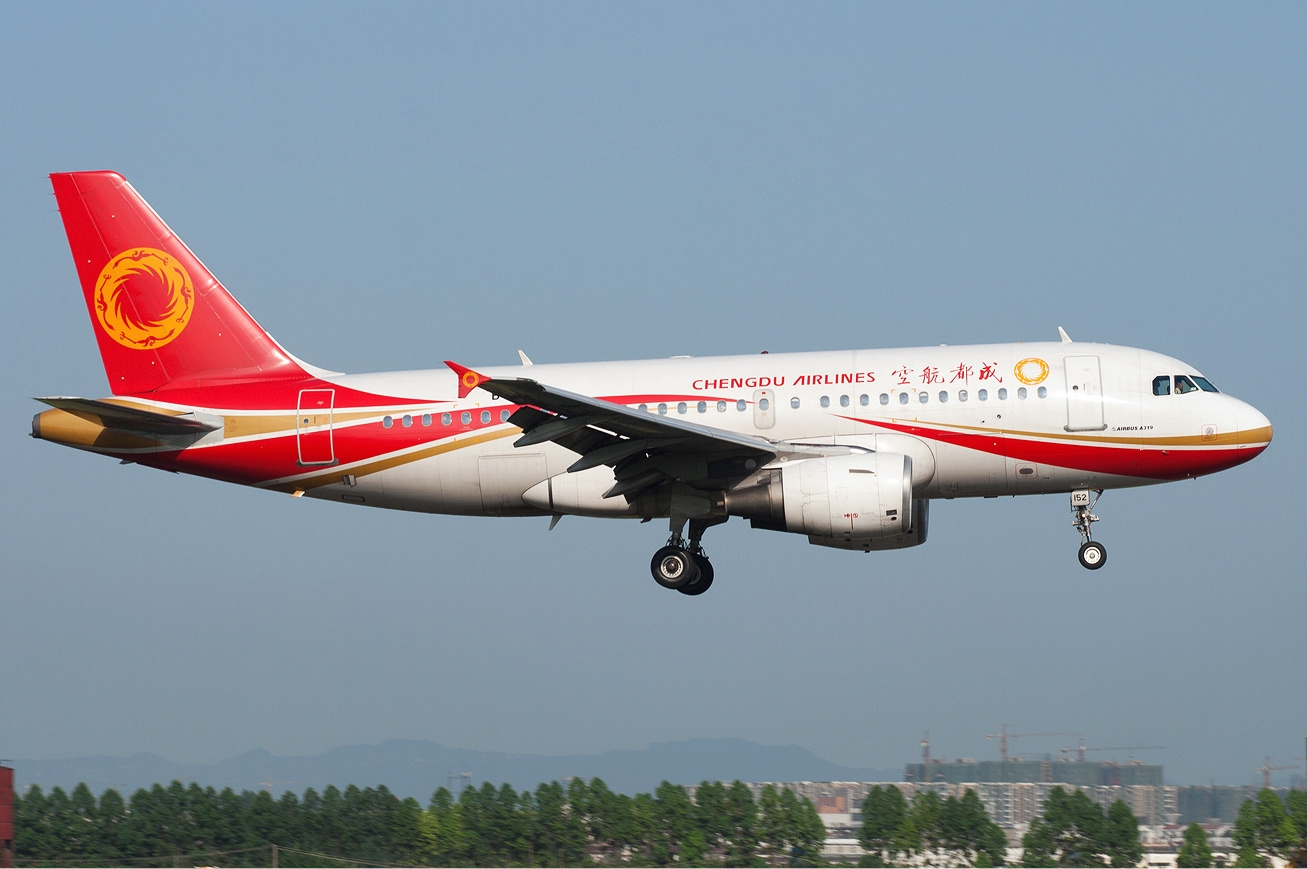
Посадка Airbus A319 (регистрационный B-6152) авиакомпании Chengdu Airlines в международном аэропорту Чэнду Шуанлю, 2011 год

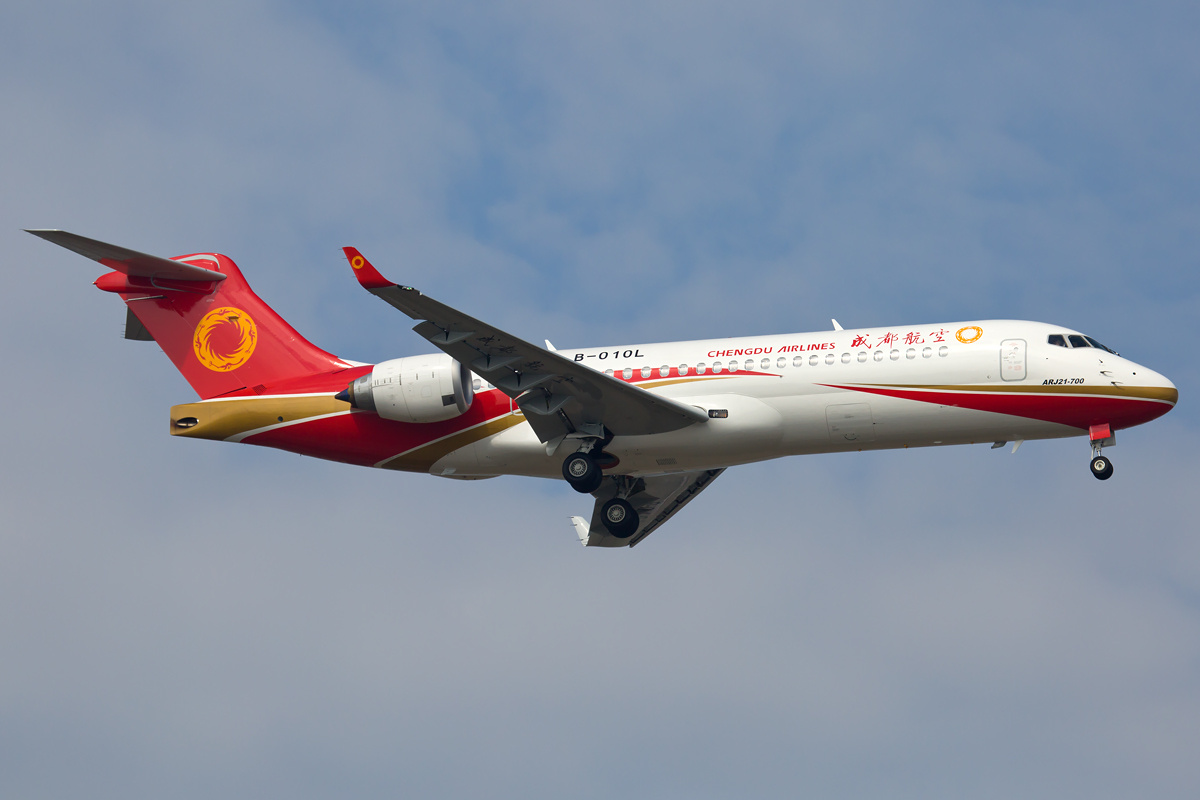
Comac C909 авиакомпании Chengdu Airlines

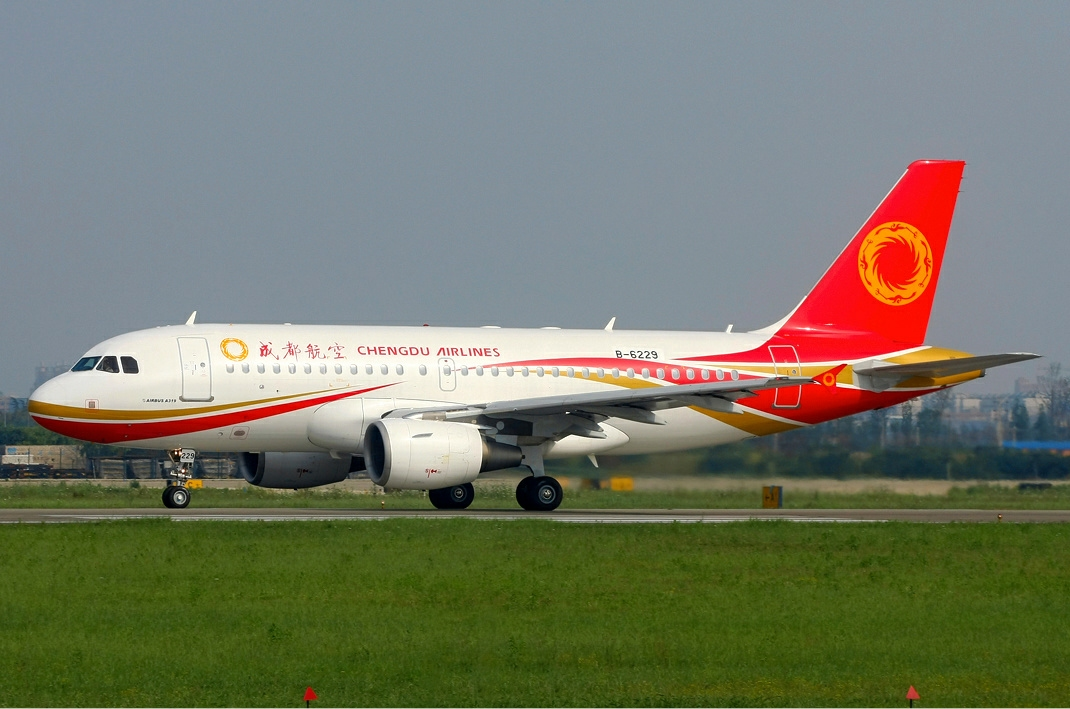
Airbus A319 авиакомпании Chengdu Airlines в международном аэропорту Чэнду Шуанлю, 2010 год

В июле 2013 года маршрутная сеть регулярных перевозок авиакомпании Chengdu Airlines охватывала следующие пункты назначения:

## Флот
В июле 2021 года воздушный флот авиакомпании Chengdu Airlines состоял из следующих самолётов: